# Emile Andrieu

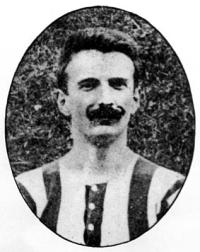
Emile Andrieu

Emile Charles Modeste Andrieu (Sint-Gillis, 1 februari 1881  - Brussel, 5 mei 1955) was een Belgisch voetballer die speelde als verdediger. Hij voetbalde in Eerste klasse bij Racing Club Brussel en speelde 18 interlands met het Belgisch voetbalelftal.

## Loopbaan
Andrieu debuteerde in 1900 in het eerste elftal van Racing Club Brussel en veroverde onmiddellijk een basisplaats. Hij werd met de ploeg landskampioen in 1901, 1902, 1903 en 1908 en won de allereerste Beker van België in 1912. Andrieu bleef er voetballen tot in 1913 en speelde 197 wedstrijden in Eerste klasse waarbij hij in totaal viermaal een doelpunt scoorde.
Tussen 1905 en 1913 speelde Andrieu 18 wedstrijden met het Belgisch voetbalelftal maar kon hierin geen doelpunten scoren.